# Samtgemeinderat
Der Samtgemeinderat ist nach dem Niedersächsischen Kommunalverfassungsgesetz die Vertretungskörperschaft einer niedersächsischen Samtgemeinde und neben dem Samtgemeindebürgermeister und dem Samtgemeindeausschuss eines ihrer drei Organe (§ 7 Abs. 2 NKomVG).
Der Samtgemeinderat beschließt über den Namen, das zu führende Wappen und andere Änderungen der Hauptsatzung einer Samtgemeinde. Auch die Vorschriften über die Wahl seiner Mitglieder entsprechen denen des Gemeinderats: So besitzt das aktive Wahlrecht jeder Deutsche und Unionsbürger, der das 16. Lebensjahr vollendet hat. Wählbar sind sowohl volljährige Deutsche als auch volljährige Unionsbürger, die seit mindestens sechs Monaten ihren Wohnsitz in einer Mitgliedsgemeinde der Samtgemeinde haben. Vom passiven Wahlrecht ausgeschlossen sind insbesondere Beamte und hauptberufliche Angestellte der Samtgemeinde oder einer ihrer Mitgliedsgemeinden. Die Zahl der Ratsmitglieder orientiert sich an der Einwohnerzahl der Samtgemeinde und kann, wenn man von einem Soll von mindestens 7.000 Einwohnern ausgeht, zwischen 20 und 66 variieren.
Das Äquivalent des Samtgemeinderats in Rheinland-Pfalz und Sachsen-Anhalt ist der Verbandsgemeinderat. Die Gemeindeverbände der anderen Bundesländer haben keine eigene Vertretung.